# Borja González Tejada
Borja González Tejada (Pinto, Madrid, 17 de noviembre de 1995), más conocido como Borja González, es un futbolista español que juega de lateral derecho y actualmente pertenece a la plantilla del Ofi Creta de la Superliga de Grecia, el equivalente a la Primera División en Grecia.

## Trayectoria
Nacido en Pinto, Madrid, González es un jugador formado en la cantera del Rayo Vallecano. El 27 de julio de 2014 se incorporó al CA Pinto de la Tercera División de España, con el que disputó la temporada 2014-15.
En enero de 2015, firmó por el Atlético de Madrid y fue asignado al Atlético Madrid C de la Tercera División de España.
En la temporada 2015-16, sería jugador del Atlético Madrid B de la Tercera División de España, en el que permanecería durante dos temporadas.
El 12 de junio de 2017, firmó por el Atlético San Luis de la Primera División de México. El 22 de julio de 2017, González hizo su debut en una derrota a domicilio por 1-2 ante el Alebrijes de Oaxaca. Seis días después, marcó su primer gol en la victoria en casa por 2-0 contra el FC Juárez.
El 30 de enero de 2019, es cedido a la UD San Sebastián de los Reyes de la Segunda División B de España, hasta el final de la temporada con el que disputa 11 partidos.
En la temporada 2019-20, tras finalizar su contrato con Atlético San Luis, firma por la Las Rozas CF de la Segunda División B de España, con el que disputa 25 partidos en los que anota 4 goles.
En la temporada 2020-21, firma por el CF Rayo Majadahonda de la Segunda División B de España, con el que disputa 16 partidos y anota un gol. En la siguiente temporada, forma parte del equipo madrileño en la Primera División RFEF.
El 23 de junio de 2022, se unió al Burgos Club de Fútbol de la Segunda División.
En la temporada 2024-25, dejó el Burgos y fichó por el O.F.I. Creta de Grecia para jugar con el equipo de la primera división griega. 